# Alyxia nathoi
Alyxia nathoi là một loài thực vật có hoa trong họ La bố ma. Loài này được Lý mô tả khoa học đầu tiên năm 1985.